# Campeonato Sul-Americano de Futebol Feminino Sub-17 de 2008
O Campeonato Sul-Americano Feminino Sub-17 de 2008 foi a primeira edição da competição organizada pela Confederação Sul-Americana de Futebol (CONMEBOL) para jogadoras com até 17 anos de idade. A competição contou com 10 participantes e o país anfitrião foi o Chile. A Seleção Colombiana foi a campeã.

## Equipes participantes
Todas as dez equipes filiadas a CONMEBOL participaram do evento.
| - Argentina - Bolívia - Brasil - Chile - Colômbia | - Equador - Paraguai - Peru - Uruguai - Venezuela |

## Sede
Os jogos foram todos disputados em Melipilla, Peñalolén e Villarrica.

## Fórmula de disputa
As dez equipes participantes disputaram o campeonato no sistema de pontos corridos. Os critérios de desempate foram na seguinte ordem:
1. Saldo de gols
2. Número de gols a favor (gols pró)
3. Resultado da partida entre as equipes em questão
4. Sorteio

## Premiação
| Campeonato Sul-Americano Sub-17 Feminino de 2008 |
| Colômbia                                         |
| ------------------------------------------------ |
| COLÔMBIA Campeã (1º título)                      |